# توپ گرد
توپ گرد یک مجموعه تلویزیونی محصول سال ۱۳۸۱ به کارگردانی بهروز بقایی، نویسندگی علی خودسیانی و تهیه‌کنندگی شهاب‌الدین حجازی می‌باشد که از برنامه کودک و نوجوان شبکه یک پخش شد.

## بازیگران
- رضا ایرانمنش
- افشین سنگ‌چاپ
- مرتضی احمدی
- فرهاد بشارتی
- اکبر محمدی
- امیر علوی
- امین‌الدین قیدی
- ایمان مصفایی
- پرستو گلستانی
- پیام یزدانی
- جواد رضایی‌زاده
- رضا خندان
- امید آهنگر
- رضا رضایی‌زاده
- رضا مومنی
- سهیل حسین خانی
- سهیل سیداسماعیلی
- شروین بهروزی
- عسگر قدس
- علیرضا درویش‌نژاد
- علیرضا گودرزی
- فرهاد اصلانی
- مجید علم‌بیگی
- محمدرضا خسروی
- محمود جعفری
- مهروش جعفرقلی‌زاده
- مهری مهرنیا
- مینا صارمی
- نصرت زمانپور
- نیره فراهانی
- کورش بهروزی